# Pierre-André Julien
Pour les articles homonymes, voir Julien.
Pierre-André Julien est un économiste québécois né à Trois-Rivières, en 1939. Il a obtenu un baccalauréat en sciences commerciales à l'Université Laval, puis une licence et un doctorat en sciences économiques à l'Université catholique de Louvain en Belgique. 
Il est l'un des économistes qui ont montré le rôle crucial des PME, avec son concept central : « les petites organisations survivent et se développent à cause de leur flexibilité et de leur proximité avec leurs ressources internes et leur marché, mais aussi les ressources de leur écosystème. »

## Carrière
(novembre 2019).
1966-1967 : Il a occupé le poste de Secrétaire fondateur du Conseil d'administration du Conseil économique régional de la Mauricie (région 04), chargé de diriger les premières études sur l'infrastructure routière et l'aménagement d'un plan touristique. 
1967-1968 : Il était le correspondant économique du journal mensuel « La prospérité » du Conseil d'expansion économique du  Québec.
1969-1971 : Il devient professeur au Département d'administration et économique de l'Université du Québec à Trois-Rivières.
1971-1973 : En tant que Professeur il a été nommé au poste de Chargé de dossier sur la  prospective sous la responsabilité du président. 
1973-1975 : Il devient professeur au sein du Groupe de recherche sur le futur. Université du Québec

## Engagement politique
Favorable au Parti québécois, Pierre-André Julien s'est publiquement opposé au Parti libéral du Québec qu'il considère comme corrompu,.
Il distingue le capitalisme marchand qui respecte les lois du marché de façon honnête et le capitalisme négociant qui tend à créer des monopoles au besoin par la manipulation. Il dénonce la politique d'accroissement de l'immigration du PLQ alors que, selon lui, une meilleure formation des ouvriers et un recours plus grand au travail à temps partiel permettraient de résoudre la pénurie de main d'œuvre au Québec.
Il exprime ses doutes quant au Plan Nord promu par le gouvernement Jean Charest. Il s'oppose à la réfection de la centrale nucléaire Gentilly-2.

## Publications
- La petite entreprise : principes d'économie et de gestion, en collaboration avec Michel Marchesnay (G. Vermette; Vuibert, 1988)
- Nouvelles technologies et économie, en collaboration avec Jean-Claude Thibodeau (Presses de l'Université du Québec, 1991)
- Mondialisation de l'économie et PME québécoises, en collaboration avec Martin Morin (Presses de l'Université du Québec, 1995)
- Économie et stratégies industrielles, en collaboration avec Michel Marchesnay (Economica, 1997)
- Le développement régional : comment multiplier les Beauce au Québec? (Éditions de l'IQRC, 1997)
- L'entrepreneuriat au Québec : pour une révolution tranquille entrepreneuriale, 1980-2005 (Éditions Transcontinental; Éditions de la Fondation de l'entrepreneurship, 2000)
- Entrepreneuriat régional et économie de la connaissance : une métaphore des romans policiers (Presses de l'Université du Québec, 2005)
- Dix clés pour réussir votre entreprise (Presses de l'Université du Québec, 2016)

## Distinctions
- 1997 : Prix Marcel-Vincent de l'ACFAS
- 2001 : Doctorat Honoris causa de l'institut National Polytechnique de Lorraine
- 2001 : Prix pour la meilleure communication, 2nd International Conference on Dynamic Enterprises, Portoroz (Slovénie), 16 février.
- 2002 : Prix pour la meilleure communication pour une recherche appliquée, 6e Conférence internationale francophone sur les PME, Montréal, 30 oct./1er nov.
- 2004 : Professeur émérite de l'Université du Québec à Trois-rivières
- 2005 : Prix du meilleur accomplissement de toute une vie, Conseil canadien des PME et de l’entrepreneuriat (CCPME).
- 2006 : Chevalier de l'Ordre national du Québec
- 2006 : Prix pour la meilleure communication pour une recherche empirique, 8e Conférence internationale francophone sur les PME, Fribourg, 26-28 oc
- 2007 : Reconnaissance pour sa contribution exceptionnelle à la recherche en entrepreneuriat et en PME, Par l'Académie Française de l’Entrepreneuriat ,
- 2007 : Prix  « Carrière institutionnelle » par l'Association des directeurs de recherche industrielle du Québec
- 2010 : Wilford L. White Fellow Award par International Council for Small Business
- 2011 : Prix d’excellence du service méritoire, Bureau canadien de l’éducation internationale